# Kulturåret 1787

## Händelser
- 24 januari – Hamlet spelas för första gången på svensk scen i Göteborg med Andreas Widerberg i huvudrollen.
- 29 oktober – Wolfgang Amadeus Mozarts opera Don Giovanni har urpremiär i Prag.

### Okänt datum
- En svensk teater grundas i Stora Bollhuset under Adolf Fredrik Ristell.
- Lovisa Simson direktör för Comediehuset.

## Nya verk
- Man äger ej snille för det man är galen av Johan Henric Kellgren.

## Födda
- 18 januari – Carl Gustaf Wadström (död 1841), svensk ämbetsman, skald, och översättare.
- 26 april – Ludwig Uhland (död 1862), tysk poet, litteraturvetare, jurist och politiker.
- 18 november – Louis Jacques Mandé Daguerre (död 1851), fransk uppfinnare daguerrotypin.
- 4 december – Johan Fredrik Berwald (död 1861), svensk violinist, dirigent och tonsättare.
- 12 december – Thomas Hodgskin (död 1869), engelsk socialist och författare.
- 22 december – Leonard Roos af Hjälmsäter (död 1827), svensk målare.
- okänt datum – Johannes Flintö (död 1870), norsk-dansk konstnär.
- okänt datum – Alexandre Denis Abel de Pujol (död 1861), fransk historiemålare.
- okänt datum – Catharina Thorenberg (död 1866), finländsk violinist.

## Avlidna
- 4 februari – Pompeo Batoni (född 1708), italiensk målare.
- 15 november – Christoph Willibald Gluck (född 1714), tysk tonsättare.